# Léopold Harzé
Léopold Harzé, né en 1831 à Liège et mort en 1893, est un sculpteur liégeois.

## Biographie
Formé à l'académie des beaux-arts de Liège (1845-1954), puis à Bruxelles dans l'atelier de Guillaume Geefs (1855), il travaille à Liège, à Paris et à Bruxelles. 
Il a exposé aux Expositions universelles de 1867 à Paris et de 1872 à Lyon.

## Œuvres
- 1868 : L'Aveugle, terre cuite, aux Musées royaux des beaux-arts de Belgique, à Bruxelles.
- 1875 : La Famille de l'ivrogne, terre cuite, aux Musées royaux des beaux-arts de Belgique, à Bruxelles.
- 1877 : Dorine, bronze.
- 1888 : Porteuse d'eau, sur les fontaines Montefiore-Bischoffsheim, à Liège.

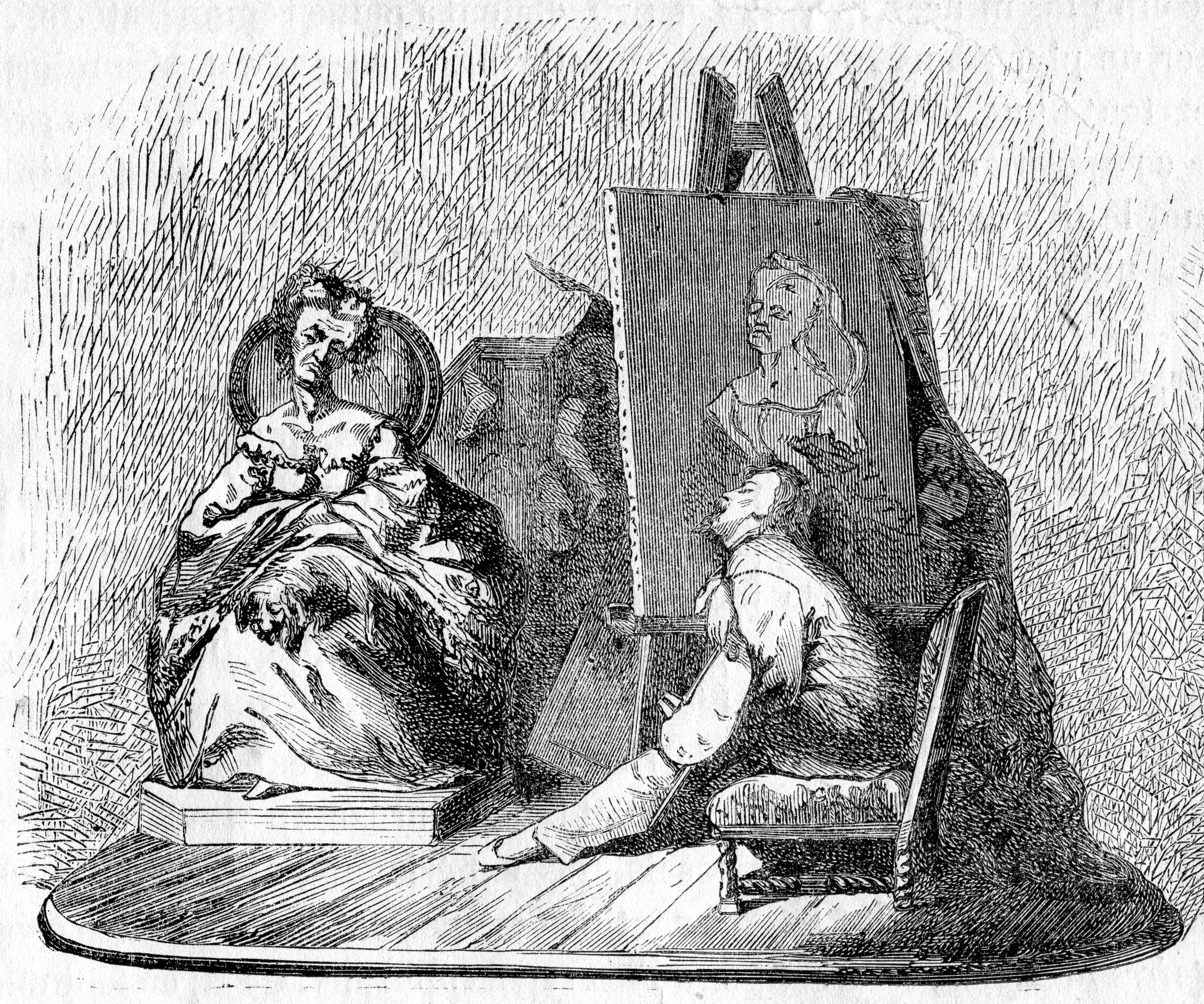
Terre cuite à l'Exposition Universelle de 1867.
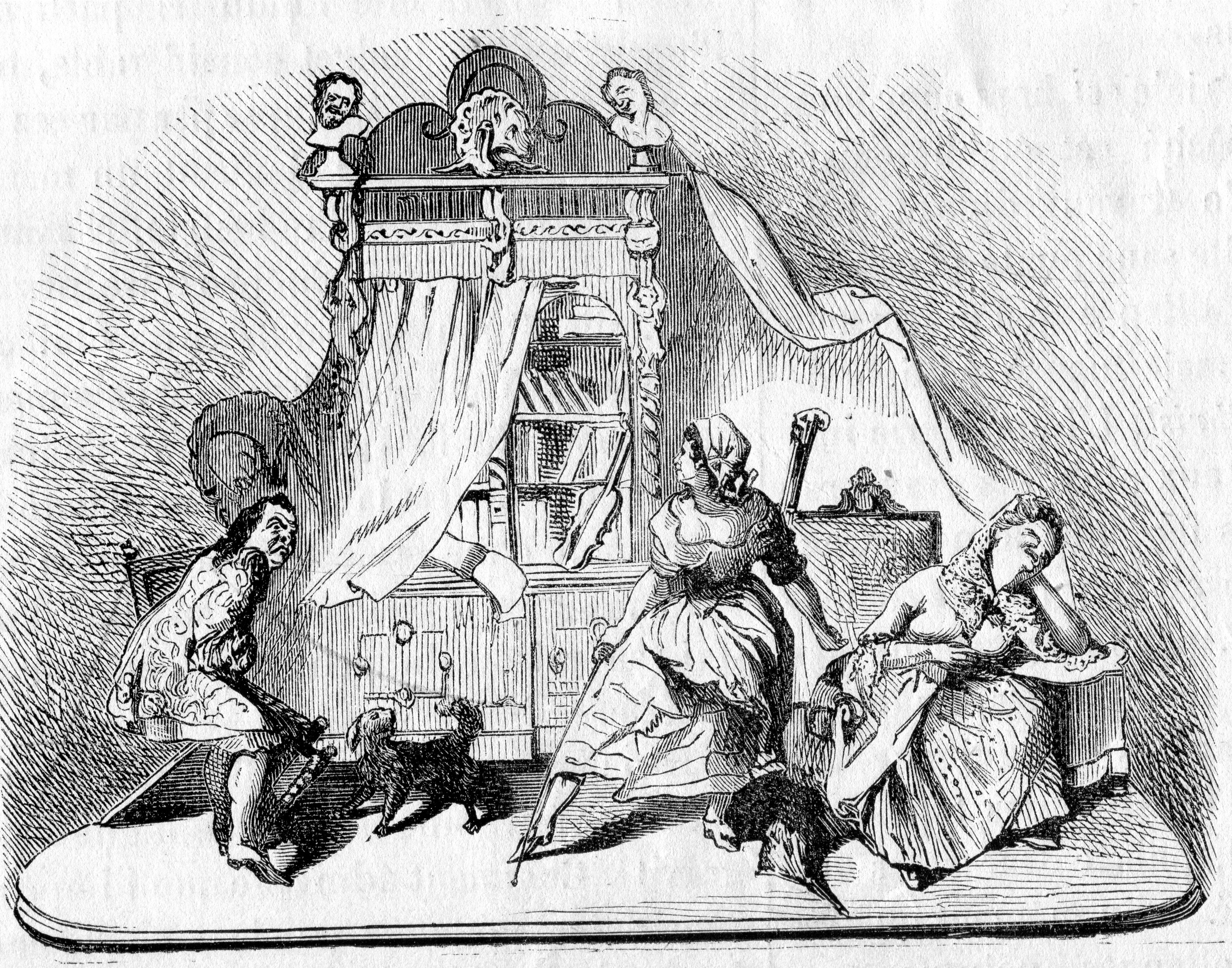
Terre cuite à l'Exposition Universelle de 1867.
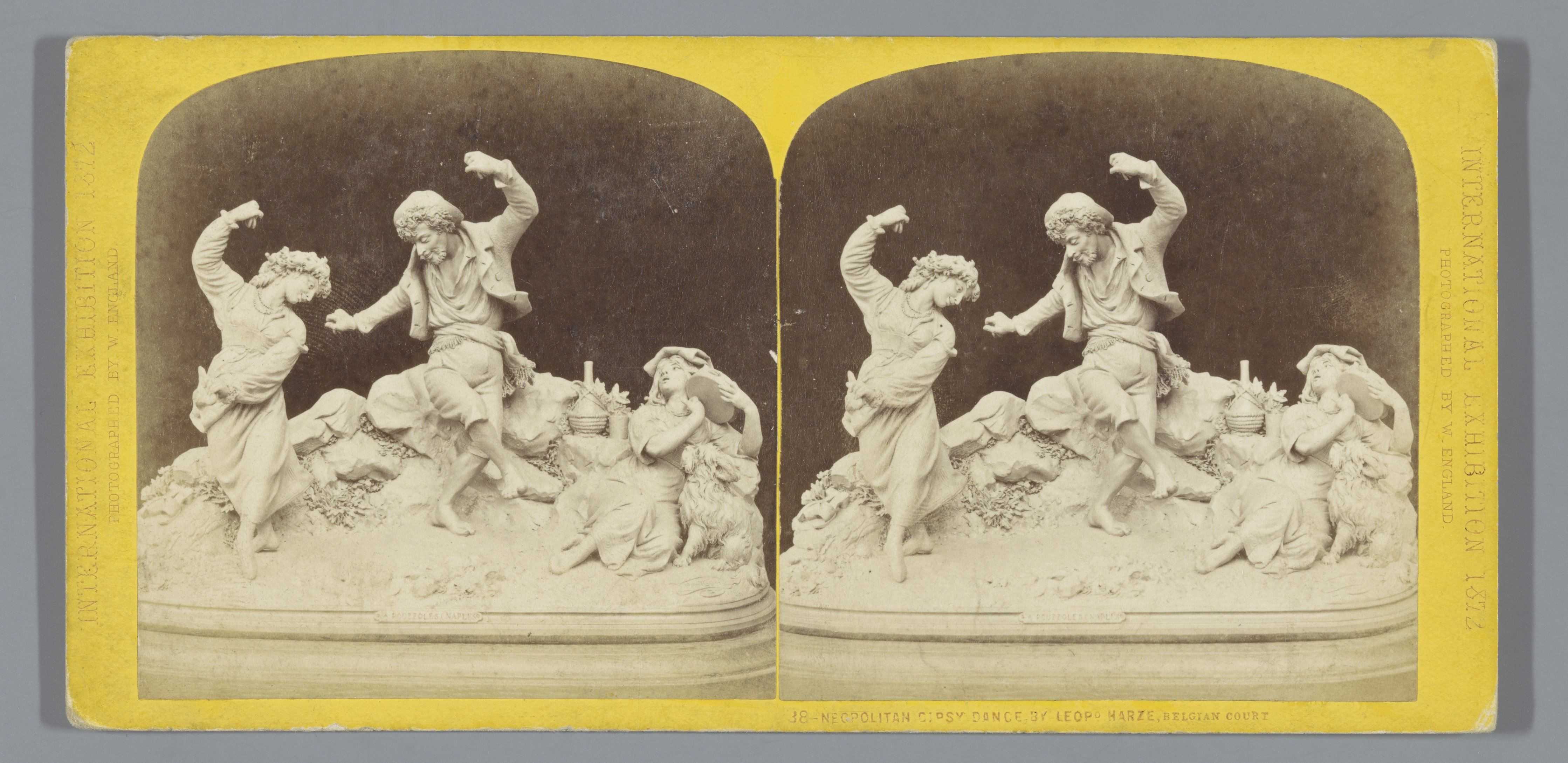
Carte stéréo de Neopolitan Gipsy Dance à l'Exposition Universelle de 1872.
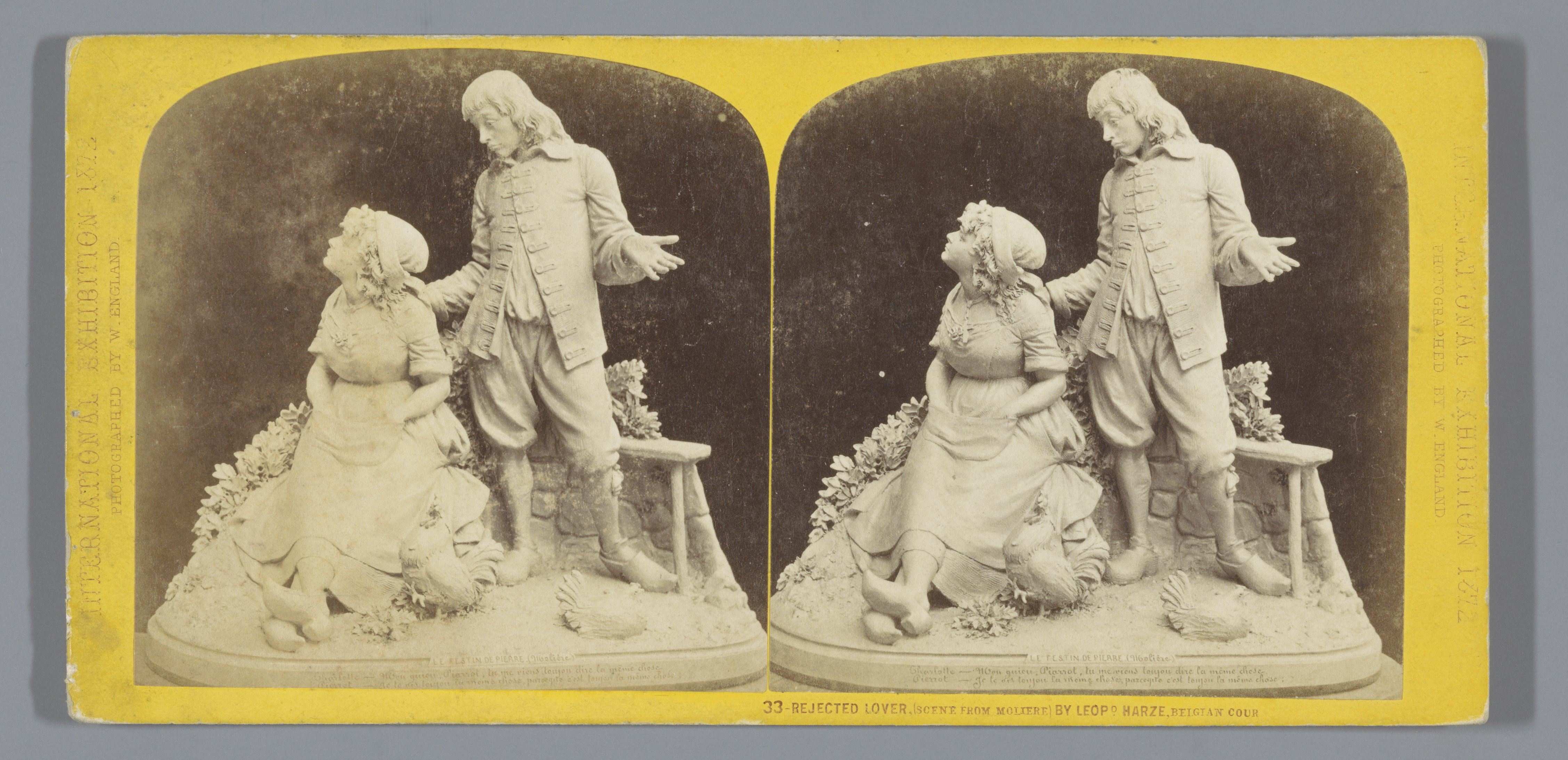
Carte stéréo de Rejected Lover à l'Exposition Universelle de 1872.

## Hommages
- Rue Léopold Harzé, à Liège.